# حسن‌خان استاجلو
حسن‌خان استاجلو از امرای قزلباش طایفه استاجلو در زمان شاه عباس یکم بود. وی مدتی بیگلربیگی (حکمرانی) همدان را بر عهده داشت.